# ديفيد هوجنيس
ديفيد سوينسون هوجنيس (بالإنجليزية: David Swenson Hogness)‏ (من مواليد 17 نوفمبر 1925 في أوكلاند، كاليفورنيا) هو عالم كيمياء حيوية أمريكي وعالم وراثة، وباحث في علم الأحياء النمائي وأستاذ فخري في كلية الطب بجامعة ستانفورد، كاليفورنيا.

## حياته الشخصية
وُلد هوجنيس لأبوين مهتمين بعلم الكيمياء الحيوية ثورفين هوجنيس وفوبي هوجنيسز حصل هوجنيس على درجة البكالوريوس في الكيمياء عام 1949 من معهد كاليفورنيا للتقنية وفي عام 195 حصل على درجة الدكتوراه في علم الأحياء والكيمياء. وباعتباره زميلا في مرحلة ما بعد الدكتوراه، عمل مع منحة من مجلس البحوث الوطني مع جاك مونو في معهد باستير في باريس، وبمنحة من مؤسسة العلوم الوطنية في جامعة نيويورك.
أصبح هوجنيس في عام 1955 مدرسًا لعلم الأحياء الدقيقة في جامعة واشنطن في سانت لويس، ميسوري، وترقي إلى أستاذ مساعد في عام 1957 انتقل هوجنيس في عام 1959 إلى جامعة ستانفورد.ثم أصب في عام 1961 أستاذًا مشاركًا ثم حصل على درجة الأستاذية في علم الأحياء النمائي في عام 1966. ومازال هوجنيس يعمل أستاذًا فخريًا منذ عام 1999.
تزوج هوجنيس من جوديث جور في عام 1948، وأنجبا اثنين من الأبناء.

## الأبحاث
كانت أبحاث هوجنيس ضرورية لفهم تطور جنين ذبابة الفاكهة الشائعة. درس هوجنيس دور هرمون إكديسون في تطور ذبابة الفاكهة. حدد هوجنيس ومجموعته في عام 1978 مربع تاتا (مربع غولدبيرغ-هوجنيس) كتسلسل لبداية نسخ الجينات في حقيقيات النوى. وقد ساهم عمل هوجنيس في اكتشاف أن المادة الوراثية لنوى حقيقيات النوى تتكون من أقسام غير ترميزية تعرف باسم إنترونز وأقسام مشفرة تعرف باسم إكسون وأن التعبير عن العديد من الجينات ينظمه ما يسمى عناصر رابطة الدول المستقلة. ساهم هوجنيس في دمج علم الوراثة والبيولوجيا الجزيئية وعلم الأحياء التنموي.

## الجوائز
- 1965 جائزة نيوكومب كليفلاند
- 1968 زمالة غوغنهايم[11]
- 1976 عضو الأكاديمية الوطنية للعلوم
- 1976 عضو الأكاديمية الأمريكية للفنون والعلوم[12]
- 1977 جائزة هوارد تايلور ريكيتس
- 1979 جائزة هارفي
- 1984 ميدالية جمعية الوراثة الأمريكية[13]
- 1992 عضوية المنظمة الأوروبية للأحياء الجزيئية
- 1995 جائزة أبحاث هومبولت
- 1997 مارس جائزة الدايم في علم الأحياء التنموي[14]
- 2003 وسام توماس هانت مورغان
- 2007 الجائزة الدولية لعلم الأحياء[15]

## وصلات خارجية
- David S. Hogness and Lebenslauf (PDF, 221 kB, Stand 2000) at جامعة ستانفورد (stanford.edu)